# Vuelta a Asturias
La Vuelta a Asturias (it.: Giro delle Asturie) è una corsa a tappe di ciclismo su strada maschile che si disputa ogni anno nel Principato delle Asturie, in Spagna. Dal 2005 fa parte del calendario dell'UCI Europe Tour come prova di classe 2.1.

## Storia
La corsa ha avuto luogo per la prima volta nel 1925 come Pequeña Vuelta a Asturias, con la vittoria di Segundo Barruetabeña; a quella del 1925 seguirono altre tre edizioni, due delle quali vinte da Ricardo Montero, dopo le quali si verificò una sospensione fino al 1947. Dal 1947 al 1957 la corsa tornò nel calendario professionistico, pur con alcune interruzioni, venendo vinta per due volte da Federico Bahamontes.
Dal 1957 al 1967 si svolse un'omologa prova per dilettanti, non inclusa nell'albo d'oro ufficiale; soltanto a partire dal 1968, anno in cui venne riservata ai non professionisti (limitazione utilizzata fino al 1970), la gara ha assunto di nuovo cadenza annuale.
Nonostante sia stata regolarmente disputata, l'edizione del 1979 non ha un vincitore, in quanto la classifica finale è stata annullata in seguito alla positività all'antidoping dei primi tre classificati (nell'ordine Alberto Fernández Blanco, Faustino Fernández Ovies e Ángel Arroyo). Anche la vittoria dell'edizione 2010 non fu assegnata a causa della positività all'efedrina del vincitore Constantino Zaballa.
Dal 2012 la gara si svolge nell'arco di soli tre giorni (erano di solito cinque o sei negli anni precedenti). L'edizione del 2014 non si è svolta a causa di problemi economici degli organizzatori.

## Albo d'oro
Aggiornato all'edizione 2025.
| Anno    | Vincitore                             | Secondo                               | Terzo                                 |
| ------- | ------------------------------------- | ------------------------------------- | ------------------------------------- |
| 1925    | Segundo Barruetabeña                  | Vicente Rojo                          | Ángel Castro                          |
| 1926    | Ricardo Montero                       | Miquel Mucio                          | Ángel Castro                          |
| 1927    | Miguel Muncio                         | Ricardo Montero                       | Mariano Cañardo                       |
| 1928    | Ricardo Montero                       | Mariano Cañardo                       | Juan Mateu                            |
| 1929-46 | Non disputata                         | Non disputata                         | Non disputata                         |
| 1947    | Emilio Rodríguez                      | Senen Blanco                          | Senen Mesa                            |
| 1948-49 | Non disputata                         | Non disputata                         | Non disputata                         |
| 1950    | Miguel Gual                           | Senen Mesa                            | Andrés Trobat                         |
| 1951-52 | Non disputata                         | Non disputata                         | Non disputata                         |
| 1953    | Antonio Gelabert                      | Pedro Sant                            | Vicente Iturat                        |
| 1954    | Bernardo Ruiz                         | Dalmacio Langarica                    | Manolo Rodriguez Barros               |
| 1955    | Federico Bahamontes                   | Francisco Alomar                      | Gabriel Company                       |
| 1956    | Emilio Hernán                         | Antonio Suárez                        | Andrés Trobat                         |
| 1957    | Federico Bahamontes                   | René Marigil                          | Antonio Suárez                        |
| 1958-67 | Non disputata                         | Non disputata                         | Non disputata                         |
| 1968    | Jesús Manzaneque                      | Luis Balague                          | Enrique Sanchidrian                   |
| 1969    | Andrés Oliva                          | Enrique Sahagún                       | José Manuel Fuente                    |
| 1970    | Antonio Martos                        | Francisco Javier Galdeano             | Antonio Menéndez                      |
| 1971    | Eduardo Castello                      | José Gomez del Moral                  | Juan Zurano                           |
| 1972    | Agustín Tamames                       | Luis Pedro Santamarina                | José Grande                           |
| 1973    | Jesús Manzaneque                      | José Pesarrodona                      | Pedro Torres                          |
| 1974    | Juan Manuel Santisteban               | Agustín Tamames                       | José Martins                          |
| 1975    | Miguel María Lasa                     | José Antonio González                 | Luis Ocaña                            |
| 1976    | Santiago Lazcano                      | José Luis Viejo                       | Domingo Perurena                      |
| 1977    | Vicente López Carril                  | José Nazabal                          | Klaus-Peter Thaler                    |
| 1978    | Enrique Martínez Heredia              | Bernardo Alfonsel                     | José Enrique Cima                     |
| 1979    | non assegnato                         | non assegnato                         | non assegnato                         |
| 1980    | Faustino Rupérez                      | Ángel Arroyo                          | Juan Puyol                            |
| 1981    | Ángel Arroyo                          | Eduardo Chozas                        | Pedro Muñoz                           |
| 1982    | Jerónimo Ibáñez                       | Faustino Rupérez                      | Álvaro Pino                           |
| 1983    | Pedro Muñoz                           | Álvaro Pino                           | Faustino Rupérez                      |
| 1984    | Faustino Rupérez                      | Alberto Fernández                     | Jesús Ignacio Ibáñez                  |
| 1985    | Jesús Blanco Villar                   | Reimund Dietzen                       | Angel Camarillo                       |
| 1986    | Jesús Rodríguez Magro                 | Vincente Belda                        | Guillermo Arenas                      |
| 1987    | Iñaki Gastón                          | Julián Gorospe                        | Anselmo Fuerte                        |
| 1988    | Rolf Gölz                             | Federico Echave                       | Janusz Kuum                           |
| 1989    | Gert-Jan Theunisse                    | Janusz Kuum                           | Álvaro Pino                           |
| 1990    | Raúl Alcalá                           | Miguel Indurain                       | Javier Murguialday                    |
| 1991    | Pëtr Ugrjumov                         | José Rodríguez Magro                  | Erik Breukink                         |
| 1992    | Alex Zülle                            | Tony Rominger                         | Jesús Montoya                         |
| 1993    | Erik Breukink                         | Peter Meinert Nielsen                 | Pedro Delgado                         |
| 1994    | Abraham Olano                         | Pedro Delgado                         | Félix García Casas                    |
| 1995    | Beat Zberg                            | Íñigo Cuesta                          | Miguel Indurain                       |
| 1996    | Miguel Indurain                       | Fernando Escartín                     | Marcelino García Alonso               |
| 1997    | Manuel Fernández Ginés                | Abraham Olano                         | Fernando Escartín                     |
| 1998    | Laurent Jalabert                      | José María Jiménez                    | Santiago Blanco                       |
| 1999    | Juan Carlos Domínguez                 | Roberto Laiseka                       | Fernando Escartín                     |
| 2000    | Joseba Beloki                         | Alberto López de Munain               | Igor González de Galdeano             |
| 2001    | Juan Carlos Domínguez                 | Joan Horrach                          | Alex Zülle                            |
| 2002    | Leonardo Piepoli                      | David Bernabéu                        | Joseba Beloki                         |
| 2003    | Fabian Jeker                          | Juan Miguel Mercado                   | Hernán Buenahora                      |
| 2004    | Iban Mayo                             | Félix Cárdenas                        | Haimar Zubeldia                       |
| 2005    | Adolfo García Quesada                 | Samuel Sánchez                        | Giampaolo Cheula                      |
| 2006    | Óscar Sevilla                         | Eladio Jiménez                        | Luca Mazzanti                         |
| 2007    | Koldo Gil                             | Alberto Fernández                     | John-Lee Augustyn                     |
| 2008    | Ángel Vicioso                         | Xavier Tondó                          | Bruno Pires                           |
| 2009    | Francisco Mancebo                     | Tiago Machado                         | Javier Moreno                         |
| 2010    | non assegnato                         | Fabio Duarte                          | Beñat Intxausti                       |
| 2011    | Javier Moreno                         | Constantino Zaballa                   | Sergio Ferreira                       |
| 2012    | Beñat Intxausti                       | David de la Cruz                      | Rémy Di Grégorio                      |
| 2013    | Amets Txurruka                        | Mikel Landa                           | Javier Moreno                         |
| 2014    | Non disputata                         | Non disputata                         | Non disputata                         |
| 2015    | Igor Antón                            | Amets Txurruka                        | Jesús Herrada                         |
| 2016    | Hugh Carthy                           | Sergio Pardilla                       | Daniel Moreno                         |
| 2017    | Raúl Alarcón                          | Nairo Quintana                        | Óscar Sevilla                         |
| 2018    | Richard Carapaz                       | Jonathan Caicedo                      | Ricardo Mestre                        |
| 2019    | Richard Carapaz                       | Krists Neilands                       | Aleksandr Vlasov                      |
| 2020    | annullata per la pandemia di COVID-19 | annullata per la pandemia di COVID-19 | annullata per la pandemia di COVID-19 |
| 2021    | Nairo Quintana                        | Antonio Pedrero                       | Pierre Latour                         |
| 2022    | Iván Sosa                             | Lorenzo Fortunato                     | Nicolas Edet                          |
| 2023    | Lorenzo Fortunato                     | Einer Rubio                           | Iván Sosa                             |
| 2024    | Isaac Del Toro                        | Rafał Majka                           | Eric Fagúndez                         |
| 2025    | Marc Soler                            | Txomin Juaristi                       | Alexis Guerin                         |

### Vittorie per nazione
Aggiornato all'edizione 2025.
| Pos. | Paese            | Vittorie |
| ---- | ---------------- | -------- |
| 1    | Spagna           | 48       |
| 2    | Svizzera         | 3        |
| 3    | Ecuador          | 2        |
| 3    | Paesi Bassi      | 2        |
| 3    | Colombia         | 2        |
| 3    | Italia           | 2        |
| 3    | Messico          | 2        |
| 8    | Francia          | 1        |
| 8    | Germania Ovest   | 1        |
| 8    | Gran Bretagna    | 1        |
| 8    | Unione Sovietica | 1        |